# داندی (ایندیانا)
داندی (به انگلیسی: Dundee) یک منطقهٔ مسکونی در ایالات متحده آمریکا است که در شهرستان مدیسون، ایندیانا واقع شده‌است. داندی ۲۶۴٫۸۷ متر بالاتر از سطح دریا واقع شده‌است.